# SpaceShipOne
Le SpaceShipOne (ou « Navire Spatial 1 ») est le premier avion expérimental privé américain ayant volé dans l'espace à plus de 100 km d'altitude, c'est-à-dire au-delà de l'atmosphère terrestre (selon la définition de l'Union astronomique internationale).

## Historique
Le 20 mai 2003 a eu lieu le premier vol en automatique du SpaceShipOne de la société américaine Scaled Composites.
Le 21 juin 2004, lors de son quinzième vol, l'engin piloté par le pilote d'essai et astronaute Mike Melvill, a atteint l'altitude historique de 100 124 m pour effectuer le premier vol privé dans l'espace.  
Le 4 octobre 2004, date anniversaire du lancement du premier satellite dans l'espace Spoutnik 1, il a gagné le Ansari X Prize en atteignant une altitude record de 111 996 m (367 442 pieds). Il a ainsi battu le record d'altitude de l'avion-fusée américain X-15 qui était de 107 960 m (354 200 pieds). Cinq jours auparavant le 29 septembre 2004, lors d'un premier vol, il était déjà parvenu à 102 930 m (337 700 pieds). Le second vol devait être fait dans les deux semaines pour obtenir le prix.
Le milliardaire Richard Branson, patron du groupe Virgin Group et de Virgin Galactic, a depuis fait développer et fabriquer une version SpaceShipTwo pouvant emporter deux pilotes et six passagers dont le premier vol d'essai a eu lieu le 22 mars 2010.
SpaceShipOne est exposé au National Air and Space Museum à Washington DC, aux États-Unis, depuis le 5 octobre 2005.

## Contexte
Développé et construit sur fonds privés et en grande partie financé par le milliardaire Paul Allen à raison de 20 millions de dollars, en dehors de tout cadre gouvernemental, cet engin a démontré la faisabilité de concevoir et de gérer un petit engin capable d'un très court séjour dans l'espace. Cette réussite inaugure l'ère du tourisme spatial.  
Scaled Composites concourt à l'Ansari X Prize, un prix créé par la fondation X-Prize en mai 1996 qui doit récompenser la première société privée capable de faire voler un véhicule spatial emportant au moins trois membres d'équipage (ou un pilote humain et l'équivalent en ballast des deux autres) à une altitude de 100 kilomètres et ensuite répéter la même opération avec le même véhicule spatial dans les deux semaines.

## Divers
Le SpaceShipOne prend son envol depuis l'altitude de 16 000 mètres, étant largué depuis son avion porteur, le White Knight, décollant depuis le désert des Mojaves. Ce dernier a été ainsi baptisé en référence à deux pilotes de X-15 de l'USAF, Robert Michael White et William Joseph Knight,  qui dépassèrent la limite des 50 miles d'altitude à bord de l'avion-fusée dans les années 1960.